# Кубанський 1-й козачий полк
1-й Кубанський генерал-фельдмаршала великого князя Михайла Миколайовича полк Кубанського козачого війська.
- Старшинство - 13 червня 1732 року.
- Полкове свято - 30 серпня (12 вересня)    спільне з військом.

## Формування полку
1-й Кубанський полк Кубанського козачого війська веде свою історію від Волзьких козаків і Ставропольського козачого полку. 
10 березня 1732 року поселені на Царицинській лінії козаки були з'єднані під одним управлінням і названі Волзькими козаками. 5 травня 1776 року вийшов указ про включення Волзького війська до складу Астраханського козачого війська і переселення його на Азовсько-Моздокську лінію. Через десять років, 11 квітня 1786 року, Волзьке військо було відокремлено від Астраханського і увійшло до складу поселених на Кавказькій лінії козаків. 
28 лютого 1792 року із волзьких і донських козаків, які тримали кордони на Кубані, був сформований Кубанський полк поселених на Кавказькій лінії козаків. 26 лютого 1799 року решта Волзького козачого війська була перетворена в Волзький полк (згодом цей полк був включений до складу Терського козачого війська). 
У 1837 році з казенних селян і козаків трьох станиць Кубанського і Хоперского полків було сформовано Ставропольський козачий полк поселених на Кавказькій лінії козаків. З другої половини цього полку 14 лютого 1845 був сформований 2-й Ставропольський полк Кавказького лінійного козачого війська. Тоді ж Кубанський полк був також розділений на два: 1-й і 2-й Кубанські полки Кавказького лінійного козачого війська, що склали 3-ю бригаду цього войска.10 березня 1858 року ця бригада змінила номер на 4-й і 19 листопада 1860 року було включена до складу Кубанського козачого війська. 
4 березня 1861 року вийшов указ про перейменування полків: 1-й і 2-й Кубанські полки отримали номери 17-й і 18-й відповідно, а 2-й Ставропольський полк названий 20-м полком Кубанського козачого війська. Під цими номерами полки існували недовго, оскільки вже 13 травня того ж року 17-й і 18-й полки отримали нові номери, 12-й і 13-й, склавши при цьому 2-ю бригаду Кубанського козачого війська, а 20-й полк став 15-м. 
1 серпня 1870 року 12-та й, 13-й і 15-й полки були з'єднані і переформовані в один полк, який отримав назву 8-го Кубанського. 
24 червня 1882 року цей полк був переформований на три черги, причому 2-й і 3-й Кубанські козацькі полки були визначені пільговими і скликалися тільки в разі початку війни, а основний полк назвався Кубанським козачим (без номера). 1-й номер цей полк офіційно отримав лише 24 травня 1894 року. 
13 січня 1912 року полку був призначений вічний шеф - великий князь Михайло Миколайович і полк став носити офіційний іменування 1-й Кубанський генерал-фельдмаршала великого князя Михайла Миколайовича полк Кубанського козачого війська.
В жовтні 1914 року бере участь в Сарикамишском загоні I-го Кавказького корпусу. 19(01)-10(11).1914 - увійшов з Каракурта до Туреччини по правому березі річки Аракс. Переведений в складі дивізії в експедиційний корпус в Персію. 
У червні 1918 - відроджений в Добровольчої армії.

## Список станиць полкового округу
Полковий округ, складався з станиць Лабінського відділу Кубанської області. 
- Барсуковська
- Грігоріполіська
- Кам'янобродська
- Миколаївська
- Ново-Олександрівська
- Ново-Мар'ївська
- Ново-Троїцька
- Прочноокопська
- Расшеватська (до 1903 року)
- Рождєственська
- Сенгілеєвська
- Теміжбекська
- Убеженська

## Кампанії полку
1-й Кубанський полк весь час свого існування перебував на Кавказі і брав участь у всіх війнах, що були на Кавказі в кінці XVIII і XIX століттях. Дві сотні полку в 1911-1912 роках були відряджені до Персії. Під час Першої світової війни полк складався в корпусі генерала Баратова. 

## Відзнаки полку
- Полковий Георгіївський прапор з написом «За постійне старанність і відзнаку в Турецьку війну в 1828-1829 роках, у всіх війнах з горянами і особливо в акції 1-го листопада 1848 року під станицею Сенгілеєвською і при підкоренні Західного Кавказу в 1864 році», подаровані 20 липня 1865 року.
- Дванадцять срібних Георгіївських труб з написом «За взяття Карса 6-го листопада 1877 року», подаровані 13 жовтня 1878 року.
- Відзнаки на головні убори, подаровані 13 жовтня 1878 року з написами: 
  - «За відзнаку в 1854 році і в Турецьку війни 1877 і 1878 років » в 1-й сотні, перша частина напису успадкована від Ставропольського козачого полку.
  - «За відзнаку в Турецьку війни 1877 і 1878 років» у 2-6-й сотнях.

## Командири полку

### Командири попередників 1-го Кубанського полку
- 02.05.1852 - 01.10.1858 - військовий старшина (з 21.12.1856 підполковник) Перепеловський Василь (2-й Кубанський полк)
- 13.11.1861 - 28.08.1862 - підполковник Шереметєв Сергій (13-й Кубанський полк)
- 14.04.1862 - 12.06.1866 - військовий старшина (з 13.11.1862 підполковник) Венеровський Степан  (до 28.08.1862 тимчасовий командувач, 13-й Кубанський полк)
- 10.01.1869 - 01.08.1870 - підполковник Шіпшев Темірхан (13-й Кубанський полк)

### Командири 1-го Кубанського полку
- 01.08.1870 - 24.03.1871 - підполковник Шіпшев Темірхан
- 04.05.1878 - 24.10.1882 - полковник Панін Сергій
- 23.03.1889 - 23.09.1897 - полковник Косякін Петро
- 25.10.1897 - 19.06.1904 - полковник Грамотін Олександр
- 25.06.1904 - 06.04.1907 полковник Борисов Григорій
- 03.05.1907 - 22.07.1910 - полковник Майборода Андрій
- 27.07.1910 - 07.08.1912 полковник Пацапай Василь
- 07.08.1912 - 01.07.1916 - полковник Федюшкін Микола
- 06.08.1916 - раніше 20.06.1917 - полковник Лещенко Володимир
- раніше 11.07.1917 - хх.03.1918 - полковник Суржиков Олексій

### Командири 2-го (пільгового) Кубанського полку
- 08.11.1880 - 29.03.1881 - підполковник Жуков Василь
- 25.09.1910 - після 1913 - військовий старшина Толстов Василь